# 詹铱相
詹铱相，江西婺源人，明朝政治人物。
举人出身。1542年，接替裴建任福建永安县知县。